# Дух Нації
«Дух Нації» — українська політична партія. Декларує правоцентристські погляди.
Голова партії — Денисенко Марина.

## Історія

### Передумови
З часів Революції Гідності діяла волонтерська самоорганізація.[джерело?] Після Києва майбутні засновники партії надавали матеріальну та волонтерську допомогу бійцям ЗСУ та добробатів на Сході України.[джерело?]
7 жовтня 2015 року була зареєстрована громадська організація «ОБ'ЄДНАННЯ УКРАЇНСЬКОГО НАРОДУ „ДУХ НАЦІЇ“».[відсутнє в джерелі]
У 2016 році лідер партії Марина Денисенко брала участь у проміжних виборах до Верховної ради. На свою кампанію вона витратила 39 тис. грн.

### Реєстрація
Партія була зареєстрована Міністерством юстиції України 28 грудня 2016 року.

## Діяльність
Проєкти, співорганізатором яких є партія «Дух нації»:
- щорічний фестиваль дитячої творчості «Маленький Українець».[4][5]
- громадська організація «Дух нації» виступала співзасновником фестивалю «Писанка-антистрес», що відбувалася у квітні 2016 року в Дніпрі, на Фестивальному причалі. Яйце разом з великодніми пасками та крашанками повезуть як дарунок до модульного містечка для переселенців із зони АТО.[6][7]
- На базі організації «Дух нації» було започатковано громадський проєкт Drugs Off. Він спрямований на боротьбу проти поширення наркотичних речовин, його учасники зафарбовують зовнішню рекламу наркотичних речовин. Станом на квітень 2018 року, проєкт діяв 2 роки, повідомляється про ліквідацію 1500 об'яв про продаж наркотиків.[8]
- Військово-патріотичні вишколи — для усіх охочих віком від 18 років. Перший вишкіл для 30 чоловік відбувся восени 2016 року.[9][10]
- Захист екології. У 2016—2017 роках учасники організації влаштовували акції на захист дубів, що росли у Дніпрі на дамбі між селищами Таромське і Карнаухівка.[11][12] Навесні 2017 року дуби були спиляні.[13][14]
- організація «Дух нації» восени 2017 року виступила організатором спортивного фестивалю на центральній площі м. Дніпро.[15]
- організація «Дух нації» восени 2017 року розпочала проєкт, який покликаний підтримати людей з вадами здоров'я будь-якого віку, і допомогти їм долучитися до занять спортом.[16]
- навесні 2018 року до міжнародного дня боротьби за права людей з інвалідністю провели матч з баскетболу.[17]
- проєкт «Пляжний ревізор», який спрямований на перевірку чистоти, безпеки та законності функціонування громадських пляжів. У липні 2018 року були перевірені пляж Монастирського острова у Дніпрі[18] та озеро Тельбін у Києві.[19]
- боротьба проти використання в аграрному секторі заборонених в країнах ЄС пестицидів.[20][21][22]

## Керівництво
- Денисенко Марина Юріївна (нар. 9 серпня 1979 р., м.Дніпропетровськ, Українська РСР) — український політик, громадський діяч, волонтер, активіст, лідер партії «Дух Нації».[23]